# HD 17156
HD 17156 (Nushagak) – gwiazda w gwiazdozbiorze Kasjopei oddalona od Słońca o ponad 255 lat świetlnych.

## Charakterystyka fizyczna i układ planetarny
Gwiazda ta ma typ widmowy G0. Jej temperatura to ok. 6080 K. Jej wizualna wielkość gwiazdowa to +8,16m, jest niewidoczna gołym okiem. Promień gwiazdy jest półtora raza większy niż promień Słońca.
W 2007 roku odkryto planetę HD 17156 b krążącą wokół tej gwiazdy. Jest ona ponad trzykrotnie masywniejsza od Jowisza, a jej okres obiegu wynosi ponad 21 dni.

## Nazwa
Gwiazda ma nazwę własną Nushagak, będąca nazwą rzeki płynącej w pobliżu Dillingham na Alasce i ważnej dla rdzennych społeczności ze względu na obfitość dzikiego łososia. Nazwa została wyłoniona w konkursie zorganizowanym w 2019 roku przez Międzynarodową Unię Astronomiczną w ramach stulecia istnienia organizacji. Uczestnicy ze Stanów Zjednoczonych mogli wybrać nazwę dla tej gwiazdy. Spośród nadesłanych propozycji zwyciężyła nazwa Nushagak dla gwiazdy i Mulchatna dla planety.